# Jan Stæchmann
Jan Stæchmann (ur. 5 czerwca 1966 w Koldingu) – duński żużlowiec.

## Życiorys
Finalista Indywidualnych Mistrzostw Świata w 1994 w Vojens (10. miejsce – 7 punktów). Stały uczestnik Grand Prix w 1995 roku (15. miejsce – 23 punkty) oraz rezerwowy w 1996. Finalista Indywidualnych Mistrzostw Świata Juniorów w 1986 w Równem (7. miejsce – 8 punktów). Finalista Drużynowych Mistrzostw Świata w 1994 w Brokstedt (brązowy medal – 0 punktów). Dwukrotny medalista indywidualnych mistrzostw Danii: srebrny (1996) oraz brązowy (1988).
Startował w lidze polskiej w 1992 roku w ROW Rybnik oraz we Włókniarzu Częstochowa w latach 1994–1996 oraz w 1999.

## Mistrzostwa świata

### Punkty w poszczególnych zawodachGrand Prix
| Sezon | Numer | 1     | 2     | 3     | 4     | 5     | 6     | Msc. | Pkt. |
| ----- | ----- | ----- | ----- | ----- | ----- | ----- | ----- | ---- | ---- |
| 1995  | 10    | POL 7 | AUT 4 | DEU 3 | SWE 1 | DNK 6 | GBR 2 | 15   | 23   |

| Statystyki        | Statystyki |
| ----------------- | ---------- |
| Starty            | 6          |
| Zwycięstwa        | 0          |
| Miejsca na podium | 0          |
| Finalista         | 0          |
| Punkty            | 23         |